# Митрофан (Ярославцев)
Архимандри́т Митрофа́н (в миру Михаи́л Влади́мирович Яросла́вцев; 30 декабря 1883 (11 января 1884), Тула — 28 января 1954, Рабат, Французское Марокко) — архимандрит Русской православной церкви, священник и настоятель русских православных храмов в Марокко. До принятия священства — генерал-майор белой армии.

## Семья и образование
Родился в семье отставного капитана Владимира Александровича Ярославцева и Александры Михайловны Философовой. Внучатый племянник А. А. Философова.
В 1903 году окончил Первый Московский кадетский корпус и в 1906 году — Александровское военное училище (по другим данным — Алексеевское военное училище).
В 1908 году в православном приходе Злоеца вступил в брак с Евгенией Омелянской, дочерью священника Исидора Ивановича Омелянского, от которой имел двух сыновей: Георгия и Николая.

## Офицер русской армии
С 1905 года служил в Бородинском 68-м пехотном полку. Летом 1905 был отправлен в Маньчжурию для участия в русско-японской войне. Вместе со своим полком выступил на фронт Первой мировой войны. Был полковым адъютантом, командовал 2-м, в сентябре 1916 года — 4-м батальоном. В боях был ранен и контужен. С февраля 1917 года — подполковник, командир 1-го батальона полка. В 1917 году в чине полковника командовал 301-м Бобруйским пехотным полком. В феврале 1918 года, во время наступления немецких войск, был взят в плен.

## Участникбелого движения
В ноябре 1918 года прибыл из Германии в белый Псковский добровольческий корпус, где занимал должности помощника командира Псковского полка, помощника начальника Западного отряда, исполняющим должность дежурного генерала. С апреля 1919 года — командир Островского полка. Проявил себя энергичным командиром. В мае 1919 года полк вместе с приданным ему конно-егерским дивизионом занял Копорье, нанеся поражение двум красным полкам, отрядам моряков и курсантов. Был назначен командиром 2-й дивизии, входившей в состав 1-го корпуса Северо-Западной армии. После контрнаступления красных длительное время вёл оборонительные бои в районе Копорья, умело маневрируя, противостоял превосходящим силам Красной армии. 24 июля 1919 года произведён в генерал-майоры. Затем без серьёзных потерь отступил за реку Луга, где дивизия закрепилась и отбила попытки красных форсировать реку.
В октябре 1919 года во главе 2-й дивизии участвовал в наступлении Северо-Западной армии на Петроград. Дивизия приняла участие в занятии Гатчины, после ожесточённых боёв, прорвалась к Царскому Селу и 21 октября смогла занять центр города и приступила к подготовке штурма Пулковских высот. После начала контрнаступления красных войск был вынужден отступить и вёл оборонительные бои за Гатчину, отступив только после получения приказа. В середине ноября, как и во время предыдущего наступления, отвёл свою дивизию за реку Луга. В 1920 году принял командование вновь сформированной 3-й пехотной дивизией в Русской народной добровольческой армии С. Н. Булак-Балаховича.

## Эмигрант
В 1921 году жил в Польше, где был военным консультантом председателя Русского эвакуационного комитета Б. В. Савинкова. Находился в лагере для интернированных в Ломже под Варшавой. Затем жил во Франции, где работал консьержем, разнорабочим на вокзале, рабочим на парижских заводах (в том числе, в 1926—1927 — на заводе «Ситроен»). Некоторое время был шофёром-механиком, работал в книжной торговле. Затем переехал в Ниццу, где работал водителем прокатных автомобилей, а в 1931—1935 вновь был консьержем. Автор статей по истории Северо-Западной армии, опубликованных в изданиях «Служба связи Ливенцев и Северозападников» (Рига) и «Время» (Шанхай).

### Священнослужитель
Имея в роду нескольких духовных лиц, а родоначальником — преподобного Паисия Ярославова Галичского, избрал духовную стезю. Переехал в Болгарию, где окончил Пастырско-богословское училище при монастыре святого Кирика, учился на богословском факультете Софийского университета.
Архиепископом Владимиром (Тихоницким) на праздник Благовещения 7 апреля 1937 года рукоположён в сан диакона, 11 апреля, в день памяти преподобного Иоанна Лествичника, — в сан иерея в юрисдикции Константинопольского патриархата (Западноевропейский Экзархат русской традиции).
С 27 апреля 1937 года служит в Свято-Троицком храме города Хурибга в Марокко. Утверждён настоятелем прихода грамотой Патриарха Александрийского от 29 июня. Был духовным пастырем русских рабочих, трудившихся на фосфатном предприятии.
3 апреля 1940 года архимандритом Варсонофием (Толстухиным) был пострижен в монашество с наречением имени в честь святителя Митрофана Воронежского.
К Рождеству 1946 года возведён в сан игумена (указ от 24 декабря 1945 года). По примеру митрополита Евлогия вместе с духовенством марокканского благочиния перешёл в юрисдикцию Московского патриархата.
Одновременно с настоятельством в Хурибге состоял в должности разъездного по городам Марокко священника, проживая при Воскресенском храме Рабата.
В мае 1949 года митрополитом Серафимом (Лукьяновым) возведён в сан архимандрита.
С 27 апреля 1952 года — настоятель Воскресенского храма в Рабате. Публиковался в церковных журналах. По воспоминаниям современников,

всегда безукоризненный в исполнении своего долга, богато одарённый прекрасными духовными качествами, он был истинным утешением для очень многих из паствы своей… Бескорыстно, с открытым сердцем, не покладая рук своих, служил он всем, без различия возраста и состояния.

Отстаивал единство русской православной общины в Марокко с Московским патриархатом в полемике с протоиереем Митрофаном Зноско-Боровским, настоятелем Успенского прихода РПЦЗ в Касабланке.
Скончался 28 января 1954 года в Рабате и похоронен на местном христианском кладбище в православной часовне, вошедшей в 2010 году в «Перечень находящихся за рубежом мест погребения, имеющих для Российской Федерации историко-мемориальное значение».
Кончине предшествовала госпитализация из-за тяжёлого воспаления лёгких. Несмотря на болезнь, вышел из госпиталя раньше времени и отслужил литургию 24 января. Последний рапорт в Париж написал за день до кончины, сообщив о своём неважном самочувствии и постоянной опеке со стороны прихожан и врачей.
Оставил после себя записи, в которых, в частности, дал такую характеристику «петербургскому периоду» истории Русской Церкви и церковной позиции части эмиграции:

Государственные охранители, блюстители, законники и бюрократы, обступившие Церковь глухою стеною, оттеснили от неё верующих духом и истиною. Мнимые христиане превратили свою веру в обряды и внешние дела, историю церкви правили и утратили силу духа, понятие о сущности веры. Л. Толстой пророчески и пламенно призывал к покаянию, но предлагал ложные методы лечения; он был чужд Духа Святого, односторонне и узко понимал Евангелие и отвергал Церковь. Он изучал буддизм и другие восточные верования и не удосужился проштудировать православное богословие. Христианская кровь льётся теперь во имя трёх идолов — класса, расы и государства; любовь христианская объявлена слабостью, смирение презирается, свобода духа попирается, во всём насилие, а всё вместе — действие силы антихриста. Много среди нас эмигрантов заблуждающихся, видящих в Православной Церкви лишь старый быт, осколок великой русской государственности. Этим они снижают роль Христа-Бога до роли государственного вождя России, а Его Святую Церковь до министерского департамента, как и было в синодальное время, иными словами, кощунствуют над самым святым в христианстве понятием.